# Физичен закон
Физичен закон е понятие във физиката, с което се прави научно обобщение на наблюдавани емпирични факти. Законът описва необходима, съществена, устойчива и повтаряща се връзка между явленията, процесите и състоянията на телата. Познанието на физическите закони представлява основна задача на физическата наука.